# 下田有線テレビ放送
下田有線テレビ放送株式会社（しもだゆうせんテレビほうそう）は、静岡県下田市に置かれているケーブルテレビ局である。 
現在まで自主放送を継続しているCATVとしては日本で最も歴史が古く、1970年代には「コミュニティメディア」「情報コミューン」を体現する存在として、脚光を浴びた。

## 沿革
- 1956年（昭和31年）8月 - 下田電気ラジオ商組合（しもだでんきラジオしょうくみあい）がアンテナを立て、64世帯を対象に在京テレビ局の区域外再送信を始める[1]。
- 1961年（昭和36年）2月 - 施設の老朽化と経営難のため、任意組合下田テレビ協会（にんいくみあい しもだテレビきょうかい）に改組。下田電気ラジオ商組合に経営を放棄してもらい、加入者による自主経営を開始する。
- 1966年（昭和41年） - 9月1日より、工事に伴う停電波を事前に予告する目的で、自主放送を開始。
- 1970年（昭和45年） - 11月28日、株式会社に改組。

## サービスエリア
- 静岡県下田市の一部[2]

## 主な放送チャンネル

### 地上波系列別再放送局
| NHK-G           | NHK-E           | NNN / NNS      | ANN            | JNN      | TXN        | FNN / FNS  | JAITS        |
| --------------- | --------------- | -------------- | -------------- | -------- | ---------- | ---------- | ------------ |
| NHK静岡 NHK東京 | NHK静岡 NHK東京 | 静岡第一テレビ | 静岡朝日テレビ | 静岡放送 | テレビ東京 | テレビ静岡 | TOKYO MX tvk |

### テレビ局
| デジタル  | 放送局         |
| --------- | -------------- |
| TV011     | NHK静岡総合    |
| TV011-1   | NHK東京総合    |
| TV021     | NHK静岡教育    |
| TV021-1   | NHK東京教育    |
| TV031     | tvk            |
| TV041     | Daiichi-TV     |
| TV051     | 静岡朝日テレビ |
| TV061     | SBS            |
| TV071     | テレビ東京     |
| TV081     | テレビ静岡     |
| TV091     | TOKYO MX1      |
| TV092     | TOKYO MX2      |
| TV121     | SHK自主放送    |
| BS101     | NHK BS         |
| BS141-143 | BS日テレ       |
| BS151-153 | BS朝日         |
| BS161-163 | BS-TBS         |
| BS171-173 | BSテレ東       |
| BS181-183 | BSフジ         |
| BS211     | BS11           |
| BS222     | TwellV         |

- 地上デジタル放送は周波数変換パススルー方式であるため、周波数変換パススルー方式に対応した地上デジタル放送対応テレビ（またはチューナー）であれば視聴可能。
- 在京キー局（日本テレビ・テレビ朝日・TBSテレビ・フジテレビ）の区域外再放送は、アナログ放送終了後も激変緩和措置として継続していたが、県内系列局と同様のサービスを実施している理由から2014年（平成26年）9月30日をもって配信を終了した。県内に系列局がないテレビ東京は、引き続き視聴可能。

### ラジオ局
| MHz  | 放送局        |
| ---- | ------------- |
| 80.0 | TOKYO FM      |
| 80.5 | K-MIX         |
| 84.1 | NHK静岡FM放送 |